# Erich Wolfgang Korngold
Erich Wolfgang Korngold (29. května 1897 Brno – 29. listopadu 1957 Los Angeles, Spojené státy americké) byl rakousko-americký skladatel klasické hudby. Po emigraci do Spojených států přijal v roce 1943 tamější občanství. V USA se z existenčních důvodů věnoval hlavně komponování filmové hudby, vytvořil tam ale i několik vrcholných klasických skladeb.
Spolu se skladateli jako Max Steiner a Alfred Newman se řadí mezi zakladatele filmové hudby. Když mu byla v roce 1938 udělena Cena Akademie za hudbu k filmu Dobrodružství Robina Hooda, bylo to poprvé, co Oscara získal skladatel, a nikoliv šéf hudebního oddělení filmového studia, jako tomu bylo do té doby (roku 1936 získala Oscara Korngoldova hudba pro film Anthony Adverse, cenu však přebíral Leo F. Forbstein).

## Životopis
Erich Korngold se narodil 29. května 1897 v německojazyčné židovské rodině v Brně v Rakousko-Uhersku jako druhý syn hudebního kritika Julia Korngolda a jeho ženy Josefiny Witrofské. Korngoldové pocházeli původně z Haliče, odkud se v polovině 19. století přemístili do Brna. Rodina se v roce 1901 dále přestěhovala do Vídně, kde Julius dříve studoval práva. Jako zázračné dítě přehrál Erich Wolfgang v roce 1909 svou kantátu Gold (Zlato) Gustavu Mahlerovi, který jej označil za „hudebního génia“ a doporučil jej ke studiu Alexandru Zemlinskému. Velmi pochvalně se o mládenci vyjádřil i Richard Strauss.
V 11 letech složil balet Der Schneemann (Sněhulák), který se v roce 1910 při představeních ve Vídeňské dvorní opeře, mj. v představení na zakázku císaře Františka Josefa I., stal senzací. Po baletu následovalo klavírní trio a poté Sonáta pro klavír č. 2 E-dur, kterou hrál virtuóz Artur Schnabel po celé Evropě. Již v mládí uskutečnil Korngold živé nahrávky na hudební válečky pro pianolu Hupfeld DEA a systém Phonola a také pro Aeolian Duo-Art System, které se dochovaly dodnes a je možné si je poslechnout.
Svou první skladbu pro orchestr, Schauspiel Ouverture (Předehra k divadelní hře), složil Korngold ve 14 letech. V následujícím roce vyšla jeho Sinfonietta a v roce 1914 jeho první opery, Der Ring des Polykrates a Violanta. Roku 1920, ve svých 23 letech, složil operu Die tote Stadt, která si získala mezinárodní úspěch. Znamenala vrchol jeho slávy jako skladatele oper a koncertní hudby. Zahrnovali jej chválou skladatelé jako Richard Strauss a Giacomo Puccini a jeho skladby zařazovali do svého repertoáru mnozí slavní dirigenti, sólisté a pěvci. V roce 1923 složil pro Paula Wittgensteina Koncert pro klavír pro levou ruku a o čtyři roky později svou čtvrtou operu, Das Wunder der Heliane(Helianin zázrak). Začal také upravovat a dirigovat operety Johanna Strausse mladšího a dalších. Zároveň vyučoval operní umění a skladbu na vídeňské Staatsakademie. Korngold byl vyznamenán rakouským prezidentem titulem čestného profesora. Režisér Max Reinhardt, s nímž Korngold dříve spolupracoval na uvedení operet Netopýr od Strausse mladšího a Krásná Helena od Jacqua Offenbacha jej požádal, aby přijel v roce 1934 do Hollywoodu upravit Mendelssohnovu hudbu ke Snu noci svatojánské pro jeho filmovou verzi této hry.
Během následujících čtyř let se Korngold stal průkopníkem v komponování filmové hudby. Jeho partitury jsou od té doby uznávány jako klasika svého druhu. V roce 1938, kdy Korngold ještě žil v Rakousku a působil jako operní dirigent, dostal od hollywoodského filmového studia Warner Brothers žádost, aby se vrátil do Hollywoodu a složil tam hudbu k filmu Dobrodružství Robina Hooda (1938) s Errolem Flynnem hlavní roli. Zakázku přijal a s rodinou odcestoval do USA na zaoceánské lodi. Krátce po jeho příjezdu do Kalifornie došlo k připojení Rakouska k Německu (tzv. Anschluss). Bylo zřejmé, že pro rakouské Židy nastalo nebezpečné období, a proto se Korngold rozhodl zůstat v USA. Později se vyjádřil: „Považovali jsme se za Vídeňany. Hitler z nás učinil židy.“ Uvedl také, že filmová hudba k Dobrodružstvím Robina Hooda mu zachránila život. Získal za ni Oskara v kategorii "Nejlepší původní hudba k filmu". Později byl na Oscara nominován za hudbu k filmům The Private Lives of Elizabeth and Essex (Soukromý život Elizabeth a Essexe, 1939) a The Sea Hawk (Mořský jestřáb, 1940).
Brendan G. Carroll napsal o Korngoldovi:
Díky tomu, že každý film pojímal jako „operu beze zpěvu“, vytvořil silně romantickou, bohatě melodickou a kontrapunkticky náročnou hudbu, jejíž vrcholy se dají označit za obdobu symfonických básní Richarda Strausse a Ferencze Liszta. Jeho záměrem bylo psát takovou hudbu, jaká by se dala odděleně od filmového obrazu produkovat v koncertní síni. Jeho styl silně ovlivnil moderní filmovou hudbu. — Brendan G. Carroll, Korngold, Erich Wolfgang, The New Grove Dictionary of Music and Musicians.
Roku 1943 se Korngold stal naturalizovaným občanem USA. Rok 1945 byl v jeho životě důležitým milníkem. Jeho otec, který se v Los Angeles necítil příliš dobře a který nikdy neschvaloval Erichovo rozhodnutí zaměřit se výlučně na skládání filmové hudby, po dlouhé nemoci zemřel. Přibližně v téže době se druhá světová válka v Evropě chýlila ke konci. Korngold sám cítil stále větší rozčarování z Hollywoodu a nad tím, jaké filmy mu předkládají ke skládání hudby. Toužil po návratu ke kompozicím pro koncertní síně a divadla. Poslední filmovou hudbu složil v roce 1946, a to k filmu Deception (Podvod). Nicméně ještě poté pro film o Richardu Wagnerovi (společnost Trucolor) upravil Wagnerovu hudbu a některé části napsal sám.
Od roku 1945 se Korngold navrátil k psaní koncertní hudby v bohatém, chromatickém, pozdně romantickém stylu. Mezi těmito pozdními skladbami vyniká jeho obecenstvem oblíbený Koncert pro housle a orchestr.
Erich Korngold zemřel 29. listopadu 1957 v North Hollywoodu (Los Angeles) a je pohřben na Hollywood Forever Cemetery.

## Odkaz
Přes značné skladatelovy úspěchy v průběhu života nezískalo Korngoldovo dílo po dlouhá léta od jeho smrti téměř žádný další pozitivní ohlas odborné kritiky, spíše značné pohrdání. Obrat nastal v roce 1972, když nakladatelství RCA Victor vydalo desku The Sea Hawk s jeho hudbou k tomuto filmu.
Po ní následovaly nahrávky Korngoldových oper a koncertních děl, což vedlo ke koncertnímu provedení jeho Symfonie Fis-dur a dalších skladeb.
V roce 1973 vydala společnost Warner Brothers desku s výňatky z Korngoldovy původní filmové hudby a taktéž vzácnou nahrávku, na níž sám Korngold hraje na klavír hlavní téma z Kings Row. Dále vyšel na desce rozhlasový pořad stanice KFWB vysílaný v roce 1938 s výňatky z hudby k Dobrodružstvím Robina Hooda, kterou dirigoval sám autor, s vyprávěním herce Basila Rathbonea. V roce 1979 se do velkých divadel v New Yorku vrátila opera Die tote Stadt. Existuje také množství digitálních nahrávek Korngoldovy filmové hudby i koncertních skladeb, zvláště Koncertu pro housle a jeho Symfonie. RCA Victor jako první nahrála v Německu v roce 1975 celou Korngoldovu operu Die tote Stadt ve stereozáznamu s dirigentem Erichem Leinsdorfem. V roce 1980 nahrála CBS Masterworks operu Violanta za řízení Marka Janowského. V roce 1993 vyšla u společnosti Decca nahrávka opery Das Wunder der Heliane s dirigentem Johnem Maucerim. Obě zbývající Korngoldovy opery, Der Ring des Polykrates a Die Kathrin, byly natočeny (1996, resp. 1998) německou společností CPO. Ta vydala také 4 CD Korngoldových orchestrálních děl, kde Werner Andreas Albert dirigoval Nordwestdeutsche Philharmonie. Americký dirigent a klavírista Alexander Frey nahrál kompletní Korngoldovo klavírní dílo pro Koch International Classics. V roce 2001 vydala společnost ArtHaus Musik dokumentární DVD Erich Wolfgang Korngold – The Adventures of a Wunderkind. Sólový kontrabasista Joel Quarrington nahrál na svém CD v roce 2008 transkripci Zahradní scény, Korngoldovy příležitostné hudby k Much Ado About Nothing, opus 11. Roku 2009 vydala Naxos Records komplet s Korngoldovým Houslovým koncertem, Předehrou k divadelní hře opus 4, a koncertní suitou z Much Ado About Nothing. Interprety byli houslista Philippe Quint a Orquesta Sinfonica de Mineria.
Další uznání se dostavilo v 90. letech: téměř současně vyšly dvě podrobné biografie – Jessica Duchen, Erich Wolfgang Korngold (Phaidon Press, 1996), a Brendan E. Carroll, Erich Korngold: The Last Prodigy (Amadeus Press, 1997). Carroll je předsedou "Korngoldovy mezinárodní společnosti". Vydal výňatky z nahrávek filmové hudby, kde Korngold diriguje studiový orchestr Warner Brothers, některé možná převzaté z vysílání stanice KFWB. Kromě toho byly některé nahrávky filmové hudby pod taktovkou Korngolda vydány na CD. V britské televizi dirigoval André Previn jednu větu z Houslového koncertu, načež vyprávěl historku o „slavném“ americkém hudebním kritikovi, který prohlásil, že „Korngoldův koncert je spíše Korn než Gold“. Previn dodal, že na rozdíl od Korngolda již není o kritikovi ani slechu.
Americký filmový institut zařadil Korngoldovu hudbu k Dobrodružstvím Robina Hooda na 11. místo svého seznamu nejlepší filmové hudby. Na seznam byla nominována i hudba k dalším filmům:
- Deception (1946)
- Kings Row (1942)
- The Private Live sof Elizabeth and Essex (1939)
- Sea Hawk (1940)

6. srpna 2013 byla na londýnských Proms provedena v Royal Albert Hall Korngoldova Symfonie Fis-dur.
Ericha Korngolda v Brně připomíná pamětní deska od Milivoje Husáka umístěná v roce 2002 na jeho rodný dům v ulici Koliště.

## Výběr z děl
- Sonáta pro klavír č. 1 d-moll se závěrečnou Passacagliou (1908)
- Klavírní trio D-dur op. 1 (1910)
- Sonáta pro klavír č. 2 E-dur, op. 2, ve čtyřech větách (1910)
- opera Der Schneemann (Sněhulák) (1910) [2]
- Schauspiel-Ouvertüre (Předehra k divadelní hře), op. 4 (1911)
- Sinfonietta, op. 5 (1912)
- Sonáta pro housle G-dur, op. 6 (1912)
- Der Ring des Polykrates, op. 7 (1916)
- Violanta, op. 8 (1916)
- Smyčcový sextet D-dur, op. 10 (poprvé provedený 1917)
- Much Ado About Nothing (Mnoho povyku pro nic), op. 11 (příležitostná hudba k Shakespearově hře) (1918–1919)
- opera Die tote Stadt (Mrtvé město), op. 12 (1920)
- Sursum Corda, op. 13 (symfonická předehra, 1919)
- Klavírní kvintet E-dur, op. 15 (1920–21)
- Smyčcový kvartet č. 1 A-dur, op. 16 (1923)
- Klavírní koncert pro levou ruku in Cis, op. 17, (1923)
- opera Das Wunder der Heliane (Helianin zázrak), op. 20 (1927)
- Suita pro 2 housle, violoncello a klavír pro levou ruku, op. 23, (1930)
- Sonáta pro klavír č. 3 C-dur, op. 25 (1931)
- Smyčcový kvartet č. 2 Es-dur, op. 26 (1933)
- Die Kathrin (Kathrin, opera), op. 28 (1939)
- Tomorrow (Zítřek), op. 33, hudební báseň pro mezzosoprán, ženský sbor a orchestr k filmu The Constant Nymph (1944)
- Smyčcový kvartet č. 3 D-dur, op. 34 (1945)
- Koncert pro housle D-dur, op. 35 (1945)
- Die stumme Serenade, op. 36 (hudební komedie) (1954)
- Koncert pro violoncello C-dur, op. 37 (1950, založený na hudbě k filmu Deception z roku 1946)
- Symfonická Serenáda B-dur pro smyčce, op. 39 (1947–48)
- Symfonie Fis-dur, op. 40 (1947–52)
- Téma a variace, op. 42 (1953)